# Черноплатово (Конотопский район)
Черноплатово (укр. Чорноплатове) — село,
Присеймовский сельский совет,
Конотопский район,
Сумская область,
Украина.
Код КОАТУУ — 5922086907. Население по переписи 2001 года составляло 532 человека.

## Географическое положение
Село Черноплатово находится около урочища Жуково в 4-х км от правого берега реки Сейм.
Примыкает к посёлку Зализничное, в 1-м км расположено село Присеймье.
Рядом проходит железная дорога, ветка Конотоп-Шостка, станция Мельня в 0,5 км.

## История
- Село Черноплатово основано во второй половине XIX века.

## Экономика
- ООО Агрофирма «Черноплатовское».
- «Харчовик», агрофирма, ООО.
- Фермерское хозяйство «Чернобровкинское».
- «Видродження», ООО.
- ООО «Абсолют Вюсс».

## Объекты социальной сферы
- Школа І—ІІІ ст. (по некоторым данным, І—ІІ ст.).

## Известные люди
- Кремень Василий Григорьевич — в 1999—2005 гг. занимал должность министра образования и науки Украины, учился в школе в селе Черноплатово.